# Smart (Motorrad)
Unter dem Markennamen Smart baute Eduard Platzer in Wiener Neustadt Motorräder und Seitenwagen. 
Ab 1924 wurden bis zur Schließung des Betriebs 1932 (Weltwirtschaftskrise) 141 Motorräder gefertigt. Einige Teile der Motorräder wurden selbst produziert, der Rest wurde zugekauft, so waren die Motoren 350- oder 500-cm³-J.A.P.-Motoren mit seitlich stehenden oder im Zylinderkopf hängenden Ventilen.